# Prvi saziv Hrvatskog sabora
██ HDZ (205)
██ SKH–SDP (107)
██ KNS (21)
██ SDS (5)
██ nezavisni kandidati (13)
Prvi saziv Sabora Republike Hrvatske konstituiran je 30. svibnja 1990. u Zagrebu nakon prvih višestranačkih izbora održanih u travnju i svibnju. Do 25. srpnja nosio je naziv Sabor Socijalističke Republike Hrvatske. Strukturiran trodomno u Vijeće udruženog rada, Vijeće općina i Društveno-političko vijeće, zastupnici su u sva tri doma bili izabrani dvokružnim većinskim sustavom.

## Vodstvo

### Sabor (Socijalističke) Republike Hrvatske
- Predsjednik Sabora: Žarko Domljan (HDZ)
- Potpredsjednici Sabora: Ivica Percan (SKH–SDP, SS–SSH), Stjepan Sulimanac (HDZ) i Vladimir Šeks (HDZ)

### Vijeće udruženog rada
- Predsjednik Vijeća udruženog rada: Ivan Matija (SKH–SDP)
- Potpredsjednik Vijeća udruženog rada: Frane Golem (HDZ)

### Vijeće općina
- Predsjednik Vijeća općina: Slavko Degoricija (HDZ)
- Potpredsjednik Vijeća općina: Luka Bebić (HDZ)

### Društveno-političko vijeće
- Predsjednik Društveno-političkog vijeća: Ivan Vekić (HDZ)
- Potpredsjednik Društveno-političkog vijeća: Nikola Jakšić (HDZ)

### Predsjedništvo (Socijalističke) Republike Hrvatske
- Predsjednik Predsjedništva: Franjo Tuđman
- Članovi: Krešimir Balenović, Dušan Bilandžić, Dalibor Brozović, Josip Manolić, Antun Vrdoljak i Milojko Vučković

### Izvršno vijeće Sabora (Socijalističke) Republike Hrvatske
- Predsjednik: Stjepan Mesić
- Potpredsjednici: Mate Babić, Bernardo Jurlina i Milan Ramljak
- Članovi:
  - Petar Kriste, republički sekretar za narodnu obranu
  - Josip Boljkovac, republički sekretar za unutrašnje poslove
  - Božo Udovičić, predsjednik Republičkog komiteta za energetiku, industriju, rudarstvo i zanatstvo
  - Ivan Tarnaj, predsjednik Republičkog komiteta za poljoprivredu i šumarstvo
  - Zdravko Mršić, predsjednik Republičkog komiteta za odnose s inozemstvom
  - Vlatko Pavletić, predsjednik Republičkog komiteta za prosvjetu, kulturu, fizičku i tehničku kulturu
  - Andrija Hebrang, predsjednik Republičkog komiteta za zdravstvenu i socijalnu zaštitu
  - Stjepan Zdunić, generalni direktor Republičkog zavoda za društveno planiranje
  - Dragutin Kalogjera
  - Zvonimir Medvedović
  - Gojko Šušak

## Zastupnici

### Vijeće udruženog rada
1. Ivan Babić (HDZ)
2. Vera Babić (nezavisna kandidatkinja)
3. Dragutin Barić (HDZ)
4. Milorad Bekić (SKH–SDP, SS–SSH)
5. Slavko Bevanda (HDZ)
6. Damir Bilić (HDZ)
7. Slavko Bilić (SKH–SDP)
8. Dane Bjelobaba (SKH–SDP)
9. Zlatko Blažiničić (HDZ)
10. Petar Bošnjaković (SKH–SDP)
11. Rudolf Brijačak (HDZ)
12. Božidar Budanko (HDZ)
13. Stjepan Bujas (SKH–SDP)
14. Ivan Buljan (HDZ)
15. Juraj Buzolić (HDZ)
16. Anton Cerin (SKH–SDP)
17. Miljenko Cvjetko (HDZ)
18. Frane Ćaćić Arapović (HDZ)
19. Ferdo Ćuk (HDZ)
20. Stipe Čarić (KNS)
21. Ivica Čeme (HDZ)
22. Stjepan Čokor (HDZ)
23. Damir Dasović (HDZ)
24. Zlatko Duić (HDZ)
25. Zvonko Erak (SKH–SDP)
26. Ljerka Ercegović (SKH–SDP)
27. Franjo Fofonjka (USPĐ)
28. Milivoj Franić (HDZ)
29. Ivica Franolić (SKH–SDP)
30. Vedrana Garafulić-Kukoč (SKH–SDP)
31. Artur Gedike (SSOH, SKH–SDP, SS–SSH)
32. Manon Giron (SKH–SDP)
33. Branimir Glavaš (HDZ)
34. Mile Glumac (nezavisni kandidat)
35. Frane Golem (HDZ)
36. Bernard Grbić (HDZ)
37. Ćiro Grubišić (HDZ)
38. Željko Gudan (HDZ)
39. Ivan Halas (HDZ)
40. Ivan Hren (HDZ)
41. Ivan Hrgović (HDZ)
42. Velimir Ivanko (HDZ)
43. Šime Jagičić (SKH–SDP)
44. Vlado Jakšić (HDS–KNS)
45. Bolta Jalšovec (HSLS–KNS)
46. Branko Janković (HDZ)
47. Ivo Jelić (HDZ)
48. Željko Jovanović (SSOH)
49. Josip Juras (HDZ)
50. Marijan Jurić (HDZ)
51. Ivan Juroš (nezavisni kandidat)
52. Šime Kalčić (SKH–SDP)
53. Nikola Kancijan (SKH–SDP)
54. Vlado Katančić (HDZ)
55. Đuro Kljajić (SS–SSH)
56. Ilija Knežević (SKH–SDP)
57. Zdenko Knežević (HDZ)
58. Vedran Konjevod (HDZ)
59. Edo Kosović (SKH–SDP)
60. Mate Kostelac (HDZ)
61. Ivan Kovač (HDS)
62. Stanko Kovač (nezavisni kandidat)
63. Branko Kovačić (SKH–SDP)
64. Dragutin Košuta (HDZ)
65. Ante Krajina (HDZ)
66. Anđelko Krasić (HDZ)
67. Zvonko Krmpotić (SKH–SDP)
68. Dragica Kropek (nezavisna kandidatkinja)
69. Anđelko Kružičević (SKH–SDP)
70. Nedjeljko Kujundžić (HDZ)
71. Josip Kunac (HDZ)
72. Branka Kuprešanin (SKH–SDP)
73. Zdravko Kurilj (nezavisni kandidat)
74. Ivan Kušen (HDZ)
75. Ante Kutle (HDZ)
76. Ante Lasić (HDZ)
77. Davor Lasić (HDZ)
78. Ivo Lenić (HDZ)
79. Ivan Lesica (HDS)
80. Antun Lovrić (HSS–KNS)
81. Jadranko Markov (HDZ)
82. Marko Martinčić (SKH–SDP)
83. Iljo Martinović (HDZ)
84. Nediljko Matić (HDZ)
85. Ivan Matija (SKH–SDP)
86. Livijo Matošević (nezavisni kandidat)
87. Nikola Mačešić (SKH–SDP)
88. Ivan Medarac (SKH–SDP)
89. Mato-Matko Medo (HDZ)
90. Damir Mejovšek (HDZ)
91. Igor Meštrović (HDZ)
92. Jadranko Mijalić (HSLS, SDSH, HDS, HKDS, HSS–KNS)
93. Žarko Miljan (nezavisni kandidat)
94. Davor Mirković (nezavisni kandidat)
95. Zlatko Modalek (SKH–SDP)
96. Mate Nenadić (HDZ)
97. Sigfrid Nikola (SKH–SDP)
98. Ivan Novosel (HDZ)
99. Klara Novosel (HDZ)
100. Ivan Orčik (HDZ)
101. Josip Pankretić (HSS–KNS)
102. Srećko Penezić (HDZ)
103. Ivan Penić (HDZ)
104. Borislav Perožić (SKH–SDP)
105. Marica Pervan (SKH–SDP, SS–SSH)
106. Miloš Petrović (SKH–SDP)
107. Niko Popović (HDZ)
108. Drago Previšić (HDZ)
109. Anđelko Potrebica (HDZ)
110. Branko Požnjak (HDZ)
111. Ante Prkačin (HDS)
112. Vice Profaca (HDZ)
113. Marijan Racan (nezavisni kandidat)
114. Ivan Radek (HKDS–KNS)
115. Janko Radić (SKH–SDP)
116. Emilija Rajić (HDZ)
117. Vera Rivoseki (SKH–SDP)
118. Ivica Roguljić (HDZ)
119. Ivica Ruić (HDZ)
120. Josip Rušec (HDZ)
121. Branko Sabljak (HDZ)
122. Mladen Siketić (nezavisni kandidat)
123. Zlatko Skledar (nezavisni kandidat)
124. Vladimir Sokolić (HDZ)
125. Vjekoslav Studen (HDZ)
126. Filip Šalinović (HDZ)
127. Ante Šimara (HDZ)
128. Ivan Šimunović (HDZ)
129. Branko Šincek (HDS)
130. Ivan Šipek (HDS)
131. Mladen Škorić (SKH–SDP)
132. Mladen Šutalo (HDZ)
133. Radoslav Tanjga (SDS)
134. Enco Tireli (SKH–SDP)
135. Jozo Topić (HDZ)
136. Dušan Trivunčić (SKH–SDP)
137. Veljko Turković (HDZ)
138. Božidar Tyrolt (SKH–SDP)
139. Jakov Validžić (HDZ)
140. Josip Valinčić (HDZ)
141. Nino Vedriš (HDZ)
142. Zoran Vernazza (HDZ)
143. Slavko Vištica (HDZ)
144. Marko Vlašić - Čiče (SKH–SDP, SS–SSH)
145. Damir Vrhovnik (SKH–SDP)
146. Božidar Vučetić (SKH–SDP)
147. Boris Vujašković (SKH–SDP)
148. Miloš Vujnović (SKH–SDP)
149. Jovo Vukobrat (SKH–SDP, SS–SSH)
150. Marijan Vukojević (HDZ)
151. Milivoj Vuković (SKH–SDP)
152. Ivan Vuletić (HDZ)
153. Josip Zagorac (HDZ)
154. Stjepan Zetović (HDZ)
155. Dragutin Žic (HDS)
156. Vjekoslav Žugaj (HSLS, HDS, HKDS–KNS)[1]

### Vijeće općina
1. Antun Abramović (HDZ)
2. Gordana Ajduković (SSOH, SKH–SDP, SS–SSH)
3. Josip Andrić (HDZ)
4. Krunoslav Antić (SKH–SDP)
5. Davor Aras (HDZ)
6. Marko Atlagić (SS–SSH)
7. Antun Babić (HDZ)
8. Dušan Badža (SKH–SDP, SS–SSH)
9. Milan Bajto (HDZ)
10. Darko Bakarić (SKH–SDP, SS–SSH)
11. Josip Balja (HDS–KNS)
12. Luka Bebić (HDZ)
13. Jure Bilić (HDZ)
14. Goran Biljan (HDZ)
15. Dražen Bobinac (HDZ)
16. Branko Božinović (HDZ)
17. Petar Bralić (SKH–SDP)
18. Stjepan Brčić (HDZ)
19. Nikola Bulat (HDZ)
20. Andrija Buljević (SDSH–KNS)
21. Josip Buršić (SKH–SDP)
22. Slavko Canjuga (HDZ)
23. Vladimir Cvitanović (HDZ)
24. Branko Čep (HDZ)
25. Savo Černeha (SKH–SDP)
26. Antun Čevizović (HDZ, HSLS)
27. Miroslav Čiček (HDZ)
28. Slavko Degoricija (HDZ)
29. Ivan Dujmović (HDZ)
30. Josip Đugum (HDZ)
31. Vladimir Englman (HDZ)
32. Dušan Ergarac (SDS)
33. Juraj Frajman (HDZ)
34. Davor Golić (HDZ)
35. Savan Grabundžija (SKH–SDP, SS–SSH, SSOH, SUBNOR)
36. Miško Granjaš (HDZ)
37. Gordana Grbić (SKH–SDP)
38. Ante Gverić (HDZ)
39. Mijo Hlad (HDZ)
40. Darko Hrastovec (HDZ)
41. Zvonimir Hrgović (HDZ)
42. Marijan Ivančan (HDZ)
43. Mile Ivančić (HDZ)
44. Ivan Ivelja (SKH–SDP)
45. Boško Jančić (SKH–SDP)
46. Ivan Janeš (SKH–SDP)
47. Matej Janković (HDZ)
48. Vjekoslav Jazbec (HDZ)
49. Tomo Jendrašić (SKH–SDP)
50. Rade Jovičić (SKH–SDP)
51. Zvonimir Jurić (HDZ)
52. Stevo Kalember (SKH–SDP)
53. Ante Karić (HDZ)
54. Josip Katanušić (HDZ)
55. Anton Katunar (HDS–KNS)
56. Slavko Kinkela (SKH–SDP)
57. Gracijano Kiršić (SKH–SDP)
58. Josip Kitanić (HSLS, HDZ)
59. Mladen Kobasić (HDZ)
60. Ivan Kolak (HDZ)
61. Joško Kovač (HDZ, HSS)
62. Dragoljub Kraljević (SKH–SDP)
63. Krunoslav Kroflin (HDZ)
64. Perica Kutlić (SKH–SDP, SS–SSH)
65. Zlatko Lenac (HDZ)
66. Ratko Ličina (SDS)
67. Ivan Liker (SKH–SDP)
68. Marijan Malina (SKH–SDP)
69. Ivan Malogorski (HDZ)
70. Nedjeljko Mihanović (HDZ)
71. Ivan Mikulić (HDZ)
72. Marin Mileta (HDZ)
73. Milenko Milinković (SKH–SDP)
74. Marijan Milinović (HDZ)
75. Miroslav Modrušan (HDZ)
76. Renato Molnar (HDZ)
77. Ivan Mustać (HDZ)
78. Milić Napijalo (SKH–SDP, SS–SSH, SSOH, SUBNOR)
79. Sergio Negovetić (HKDS–KNS)
80. Miroslav Pavin (HDZ)
81. Josip Peći (HDZ)
82. Ivica Percan (SKH–SDP, SS–SSH)
83. Đuro Perica (HDZ)
84. Miroslav Petry (HDZ)
85. Milan Pezić (HDZ)
86. Viktor Pezo (HDZ)
87. Veljko Pjevac (SKH–SDP, SS–SSH)
88. Josip Podbevšek (SKH–SDP, SS–SSH)
89. Branko Primužak (HDZ)
90. Branko Prošić (SKH–SDP)
91. Branko Puharić (SKH–SDP)
92. Đenio Radić (SKH–SDP)
93. Miće Radišić-Pavla (SKH–SDP)
94. Zlatko Raič (SKH–SDP)
95. Vlado Ravlić (SKH–SDP)
96. Smiljan Reljić (HDZ)
97. Zvonko Salamon (HDZ)
98. Branimir Salijević (HDZ)
99. Ivan Marijan Severinac (HDZ)
100. Ratimir Slavić (HDZ)
101. Branko Stamać (HDZ)
102. Zdravko Stančić (HDZ)
103. Vera Stanić (HDZ)
104. Dane Sučić (HDZ)
105. Kazimir Sviben (HDZ)
106. Josip Širjan (HDZ)
107. Tomislav Šutalo (HDZ)
108. Petar Tičić (HDZ)
109. Nedeljko Višnić (SS–SSH, SKH–SDP)
110. Milivoj Vojnović (SKH–SDP, SS–SSH)
111. Ante Vulin (HDZ)
112. Miroslav Zailac (SKH–SDP, SS–SSH)
113. Dušan Zelembaba (SDS)
114. Borislav Zorić (HDZ)
115. Miroslav Župančić (HDZ)[2]

### Društveno-političko vijeće
1. Delfina Arapović (SKH–SDP)
2. Mato Arlović (SKH–SDP, SS–SSH, SSOH)
3. Marija Bajt (HDZ)
4. Stjepan Blažinkov (HDZ)
5. Ivan Bobetko (HDZ, HSS)
6. Vladimir Bogati (HDZ)
7. Vinko Buljan (HDZ)
8. Stevan Cupać (SKH–SDP, SS–SSH)
9. Darko Čargonja (SKH–SDP)
10. Žarko Domljan (HDZ)
11. Sebastijan Dragčević (HDZ)
12. Alojz Dubiel (HDZ)
13. Petar Džodan (SKH–SDP)
14. Šime Đodan (HDZ)
15. Drago Ereš (HDZ)
16. Božo Erlić (HDZ)
17. Alceo Frank (SKH–SDP)
18. Ivica Gaži (HDZ)
19. Zvonimir Gajšak (HDZ)
20. Marijan Gereci (HDZ)
21. Viktor Grabovac (HDZ)
22. Ivan Hranjec (HDZ)
23. Nikola Jakšić (HDZ)
24. Ante Jelavić (HDZ)
25. Božidar Jukić (SKH–SDP)
26. Neven Jurica (HDZ)
27. Hrvoje Kačić (nezavisni kandidat)
28. Ante Klarić (HDZ)
29. Milan Kovač (HDZ)
30. Vicko Krajančić (HDZ)
31. Drago Krpina (HDZ)
32. Ivan Lacković (SS–SSH)
33. Mijo Laić (HDZ)
34. Stipe Lauš (HDZ)
35. Berislav Ličina (SKH–SDP, SS–SSH)
36. Ivan Lučev (HDZ)
37. Željko Mažar (SS–SSH)
38. Josip Manolić (HDZ)
39. Alojz Markač (HDZ)
40. Zvonimir Marković (HDZ)
41. Ivan Mesić (HDZ)
42. Stjepan Mesić (HDZ)
43. Ivan Mezga (HDZ)
44. Ivan Milas (HDZ)
45. Jovo Opačić (SDS)
46. Đuro Panjan (HDZ)
47. Joso Pavičić (HDZ)
48. Ivić Pašalić (HDZ)
49. Božidar Petrač (HDZ)
50. Simo Rajić (SKH–SDP)
51. Ante-Jozo Ramić (HDZ)
52. Ivica Račan (SKH–SDP)
53. Ante Roje (SKH–SDP)
54. Martin Sagner (HDZ)
55. Milan Stojanović (SKH–SDP)
56. Stjepan Sulimanac (HDZ)
57. Luciano Sušanj (SKH–SDP)
58. Petar Šale (HDZ)
59. Vladimir Šeks (HDZ)
60. Boško Šiljeg (HDZ)
61. Marijan Šimunić (HKDS–KNS)
62. Jure Šonje (KNS)
63. Ivan Šorić (SKH–SDP)
64. Zvonimir Špišić (HDZ)
65. Igor Štoković (SKH–SDP, SS–SSH)
66. Milan Tapalović (HDZ)
67. Ivan Tormaš (SKH–SDP)
68. Gordana Turić (HDZ)
69. Zvonimir Turk (HDZ)
70. Franjo Tuđman (HDZ)
71. Ivo Valent (HDZ)
72. Janko Vasiljević (SKH–SDP, SS–SSH)
73. Ivan Vekić (HDZ)
74. Vladimir Veselica (KNS)
75. Đuro Vidmarović (HDZ)
76. Nikola Visković (ZAS, SKH–SDP)
77. Darko Vrtarić (HDZ)
78. Franjo Vručina (HDZ)
79. Vice Vukojević (HDZ)
80. Miljenko Žagar (HDZ)[3]

## Predstavnici Socijalističke Republike Hrvatske saveznim tijelima SFRJ

### Delegacija Sabora u Vijeću republika i pokrajina Skupštine Socijalističke Federativne Republike Jugoslavije
- Članovi: Josip Buršić, Branimir Glavaš, Drago Krpina, Anđelko Kružičević, dr. Ivan Lučev, Ivan Mikulić, Petar Šale, dr. Milan Tapalović, Ivan Tormaš, Đuro Vidmarović, mr. Janko Vasiljević, Dražen Bobinac[4]

### Predsjedništvo Socijalističke Federativne Republike Jugoslavije
Dana 24. kolovoza 1990. Sabor je razriješio dužnosti člana Predsjedništva Socijalističke Federativne Republike Jugoslavije iz Republike Hrvatske Stipu Šuvara te je na njegovu funkciju postavio Stjepana Mesić. Mesića je na funkciji Predsjednika vlade Republike Hrvatske naslijedio Josip Manolić.